# 감비아의 역사
감비아에 대한 최초의 기록은 9세기와 10세기에 아랍인 무역상들로부터 나왔다. 중세 시대에 이 지역은 사하라 종단 무역에 의해 지배되었고 말리 제국이 지배했다. 16세기에 이 지역은 송가이 제국의 지배를 받게 되었다. 감비아강을 처음 방문한 유럽인들은 15세기 포르투갈인들이었는데, 그들은 1445년에 강둑에 정착하려고 시도했지만, 상당한 규모의 정착지는 이루어지지 않았다. 포르투갈 정착민들의 후손들은 18세기까지 남아있었다. 16세기 후반, 영국 상인들은 감비아를 "포르투갈인들이 은닉한 무역과 부의 강"이라고 보고하면서 감비아와 무역을 시작하려고 시도했다.
17세기 초, 프랑스는 감비아의 정착을 시도했지만 실패했다. 리처드 잡슨 휘하에서 1618년부터 1621년까지 잉글랜드 연방이 시도되었으나 큰 손실을 입었다. 1651년 영국 상인들은 감비아로 탐험대를 보냈지만, 그들의 배는 다음 해에 루퍼트 왕자에 의해 나포되었다. 1651년 감비아에 대한 쿠로니아의 식민지화가 시작되었고, 여러 섬에 요새와 전초기지가 세워졌다. 1659년 네덜란드 서인도 회사에 소유권이 넘어갈 때까지 쿠를란더 가문은 지배적이었다. 1660년, 쿨란더 가문은 다시 소유를 시작했지만, 다음 해 새로 설립된 왕립 아프리카 회사에 의해 추방되었다.
1667년 감비아에 대한 왕실 모험가들의 권리는 감비아 모험가들에게 다시 주어졌지만, 후에 새로운 왕립 아프리카 회사로 되돌아갔다. 1677년 감비아와 세네갈에 대한 패권을 놓고 영국과 프랑스 사이에 1세기 반에 걸친 투쟁이 시작되었다. 1713년 위트레흐트 조약으로 영국이 이 지역에 대한 권리를 인정받았다. 18세기 중반, 왕립 아프리카 회사는 심각한 재정 문제를 겪기 시작했고, 1750년 의회는 그 지역에서 회사의 권리를 박탈했다. 1766년, 왕국은 세네감비아 식민지의 일부를 형성하였다. 1783년 세네감비아는 영국의 식민지가 되었다.
세네감비아의 중단 이후, 식민지는 사실상 버려졌다. 유일한 유럽인들은 피사니아와 같은 강둑의 몇몇 정착지에 존재하는 무역업자였다. 나폴레옹 전쟁이 끝난 후, 알렉산더 그랜트는 감비아에 다시 주둔하기 위해 파견되었다. 그는 배서스트를 설립했고 영국의 영토는 일련의 조약을 통해 계속 커졌다. 1843년까지 시에라리온에서 관리되었으나 1866년에 시에라리온과 합병되었다. 감비아의 프랑스 양도는 19세기 말에 제안되었지만, 감비아와 잉글랜드 양쪽에서 상당한 항의를 받았다. 1888년, 식민지는 독자적인 정부 구조를 되찾았고, 1894년 감비아 식민지와 보호령이 독립할 때까지 계속 유지되었다.
1901년 감비아와 RWAFF의 감비아 회사를 위한 입법 및 집행 위원회가 설립되었고, 감비아 군인들은 제1차 세계 대전에 참전했으며, 1920년대에 에드워드 프랜시스 스몰은 배서스트 무역 연합과 요금 지불자 협회를 설립하면서 해방을 위한 노력을 이끌었다. 제2차 세계 대전 동안 감비아 중대는 연대로 승격되었고, 특히 전쟁 말기에 버마 전역에도 참전했다. 1943년 프랭클린 D. 루스벨트의 감비아 방문은 현직 미국 대통령이 아프리카 대륙을 처음 방문한 것이다. 전쟁 후, 땅콩 생산에 경제적인 초점을 맞추고 식민지 개발 코퍼레이션에 의한 감비아 가금류 계획이라는 실패한 프로그램으로 개혁의 속도가 증가하였다. 자치 정부를 향한 추진은 그것의 속도를 증가시켰고, 1960년에 하원이 설립되었다. 피에르 사르 은지는 1961년부터 1962년까지 총리를 지냈으나 1962년 선거에서 다우다 자와라가 총리가 되어 이후 30년 동안 감비아 정치의 인민진보당의 지배를 시작하였다. 1963년 완전한 내부 자치 정부가 이루어졌고, 광범위한 협상 끝에 감비아는 1965년 독립을 선언했다.
감비아는 입헌군주제로서 독립하였으나 1970년에 대통령제 공화국이 되었다. 자와라는 초대 대통령으로 선출되었고 1994년까지 이 자리에 있었다. 쿠코이 산양이 이끄는 쿠데타는 1981년 시도되었으나 세네갈의 개입으로 실패하였다. 1981년부터 1989년까지 감비아는 세네감비아 연방에 가입하였으나, 세네감비아 연방은 붕괴되었다. 1994년 야히아 자메가 이끄는 쿠데타로 자와라는 타도되었다. 1996년 대통령으로 선출되었고 2017년까지 이 역할을 계속했다. 이 기간 동안 자메의 정당인 APRC는 감비아 정치를 지배했다. 감비아는 2013년 영연방을 떠났고 2014년 쿠데타 시도에 실패했다. 2016년 선거에서 아다마 배로는 야당 연합의 지지를 받아 대통령으로 선출되었다. 자메의 퇴진 거부는 헌법상의 위기와 ECOWAS 군대의 개입으로 이어졌다.

## 초기 역사
카르타고의 탐험가 항해자 한노가 기원전 6세기 또는 5세기에 감비아강까지 항해했을 가능성이 있다.

### 말리 및 송가이 제국
이 지역에 대한 최초의 검증 가능한 서면 기록은 서기 9세기와 10세기 아랍 상인들의 기록에서 나온다. 중세 시대에 이 지역은 사하라 종단 무역에 의해 지배되었다. 만딩고족의 통치자 만사 칸쿠 무사로 가장 잘 알려진 말리 제국은 엄청난 부, 학식, 그리고 문명 덕분에 이 지역에 세계적인 명성을 가져다 주었다. 13세기 초, 말리의 헌법인 쿠루칸 푸가는 땅의 법이었다. 북아프리카의 학자이자 여행가인 이븐 바투타는 1352년에 이 지역을 방문하여 이 지역 주민들에 대해 다음과 같이 말했다.
그 지역 사람들은 훌륭한 자질을 많이 가지고 있습니다. 그들은 불공평한 경우가 거의 없고 다른 어떤 사람들 보다도 불공평한 것을 더 싫어합니다. 그들의 나라에는 완벽한 치안이 있습니다. 나그네도 주민도 강도나 폭력배로부터 두려워할 것이 없습니다.

송가이 제국은 16세기에 이 지역을 지배하기 위해 왕이 공식적으로 통치한 송가이족의 이름을 따서 지어졌다.

## 15세기 및 16세기
감비아의 유럽 발견은 15세기에 포르투갈의 엔히크 항해왕자의 탐험으로 시작되었다. 1446년 포르투갈의 선장 누노 트리스타오는 카보베르트의 주민들과 접촉하여 무역과 우호 조약을 맺었다. 그 후 매년 포르투갈에서 선박이 보내져 무역을 하게 되었다. 그들로부터 감비아강에 대한 정보가 엔히크 항해왕자에게 전해졌고, 그들의 보고에 따르면, 강둑은 많은 양의 금을 산출했다. 1455년 엔히크는 루이즈 데 카다모스토라고 불리는 베네치아의 배를 이끌고 강을 찾아 원정길에 올랐다. 같은 해 말, 그는 안토니오토 우소디마레라고 불리는 제노바 상인을 두 척의 배로 같은 탐험에 보냈다. 두 사람은 카보베르데 근처에서 힘을 합쳤고, 해안 가까이에서 감비아강 하구를 쉽게 찾을 수 있었다.
그들은 1455년 감비아강에 도착하여 상류를 향해 짧은 길을 나아갔다. 그들은 다음 해에 항해를 반복했고, 상류로 더 나아가 원주민 추장들과 접촉했다. 그들은 강 하구 근처에 있을 때, 이전에 열병으로 죽은 선원 중 한 명이 묻힌 섬에 닻을 내렸다. 그의 이름이 앤드류였기 때문에, 그들은 그 섬을 세인트 앤드류섬이라고 이름 지었다.

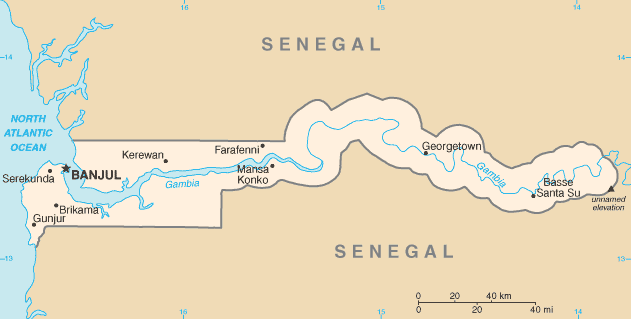
감비아의 지도

이 원정은 강둑에 정착지를 건설하려는 포르투갈의 시도가 뒤따랐다. 어떤 정착지들도 상당한 규모에 도달하지 못했고, 많은 정착민들은 포르투갈의 복장과 풍습을 유지하면서 원주민들과 결혼했고, 기독교인이라고 자처했다. 감비아에는 18세기까지 포르투갈계 공동체가 계속 존재했으며, 1730년 산도밍고, 게레지아, 탕쿠라 등지에 포르투갈 교회가 존재했다. 강의 포르투갈인 정착지는 파타텐다 근처의 세투쿠에 있었다. 16세기 말, 송가이 제국은 포르투갈의 끊임없는 공격 아래 무너졌다. 감비아라는 이름은 무역을 뜻하는 포르투갈어인 캄비오(Cambio)에서 유래되었다.
1580년 포르투갈 왕위가 펠리페 2세에게 빼앗긴 후, 많은 포르투갈인들이 영국으로 피난을 갔다. 이 난민들 중 한 명인 프란시스코 페레이라는 1587년에 감비아로 가는 두 척의 영국 배를 조종했고, 가죽과 상아로 된 수익성 있는 화물을 가지고 돌아왔다. 1588년 크라토의 안토니우 1세는 세네갈 강과 감비아 강 사이의 무역 독점권을 런던과 데번 상인들에게 팔았다. 이 보조금은 엘리자베스 1세 여왕의 서신 특허에 의해 10년 동안 수여자들에게 확인되었다. 상인들은 여러 척의 배를 해안으로 보냈지만, 포르투갈의 적개심으로 인해 강 어귀 북쪽 30마일 지점인 조알보다 남쪽으로 더 멀리 가지 못했다. 그들은 감비아가 "포르투갈인들이 은닉한 비밀 무역과 부의 강"이라고 보고했다.

## 20세기

### 초년

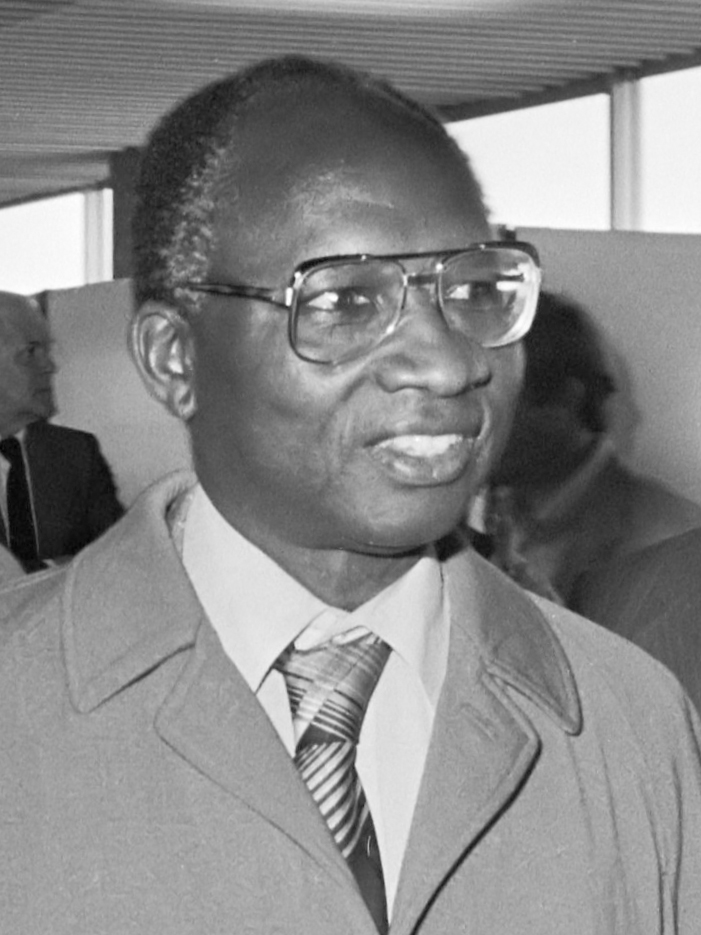
다우다 자와라 (1979년)

감비아는 1901년 자체 행정부와 입법부를 받았고 점차 자치 정부를 향해 나아갔다. 또한 1901년에는 감비아의 첫 식민지 군부대인 감비아 컴퍼니가 설립되었다. 서아프리카 변경군(후기 왕립 서아프리카 변경군)의 시에라리온 대대의 일부로 편성되었다. 1906년 법령은 노예제도를 폐지했다.

### 감비아 독립
1964년 6월 말버러 하원 제헌 회의에서 영국과 감비아 대표단은 감비아가 1965년 2월 18일에 독립국이 되는 것에 동의하였다. 엘리자베스 2세 여왕은 국가원수로 남아있고, 총독은 여왕을 대신하여 행정권을 행사하기로 합의되었다. 2월 18일, 켄트 공작 에드워드 왕자는 감비아를 대표하는 자와라 총리와 함께 공식적으로 독립을 승인했다. 그것은 "웨스트민스터 수출 모델의 세련된 버전"으로 묘사된 헌법과 함께 영연방의 21번째 독립 회원국이 되었다.
1964년 7월 영국과 감비아 정부 간의 합의에 따라 감비아는 1965년 2월 18일 영연방 내의 입헌군주국으로 독립하였다.
얼마 지나지 않아 정부는 국민투표를 실시하여 감비아의 여왕을 대통령으로 선출할 것을 제안했다. 국민투표는 헌법 개정에 필요한 3분의 2의 다수를 얻는 데 실패했지만, 그 결과는 감비아가 비밀 투표, 정직한 선거, 그리고 시민의 권리와 자유를 준수하고 있다는 증거로 해외에서 널리 주목을 받았다.

### 자와라 시대
1970년 4월 24일 감비아는 두 번째 국민 투표에 따라 연방 내의 공화국이 되었고, 총리 다우다 자와라가 국가원수로 임명된다.
자와라 시대의 상대적 안정성은 1981년 쿠데타 시도에 의해 처음으로 산산조각이 났다. 쿠데타는 쿠코이 산양이 이끌었는데, 그는 두 차례에 걸쳐 의회 선거에 도전했으나 실패했다. 수 백명의 사망자를 낸 1주간의 폭력사태 이후, 공격이 시작되었을 때 런던에서 자와라는 세네갈에 도움을 요청했다. 세네갈 군대는 반란군을 물리쳤다.
쿠데타 미수의 여파로, 세네갈과 감비아는 1982년 연방 조약에 서명했다. 세네감비아 연방은 두 국가의 군대를 통합하고 경제와 통화를 통합하는 것을 목표로 삼았다. 감비아는 1989년에 연방에서 탈퇴했다.
1994년 7월 군사 쿠데타가 일어나기 전까지 감비아는 자와라 대통령이 이끌었으며, 자와라 대통령은 5번 재선되었다.

### 자메 시대
1994년 7월 야히아 자메는 자와라 정부를 축출하는 쿠데타를 이끌었다. 1994년과 1996년 사이에 자메는 군사 임시 통치 위원회(AFRPRC)의 수장을 맡았고, 야당 정치 활동을 금지했다. AFPRC는 1996년 임시독립선거위원회(PIEC)를 설립하여 민주적 민간통치로의 회귀를 위한 과도기적 계획을 발표했다. 지난 8월 제헌 국민투표 이후 대통령선거와 의회선거가 치러졌다. 잠메는 1996년 11월 6일 대통령으로 취임했다. 1997년 4월 17일, PIEC는 독립 선거 위원회(IEC)로 개편되었다.
자메는 2001년과 2006년 선거에서 모두 승리했다. 그는 2011년에 대통령으로 재선되었다. 중화인민공화국은 감비아가 중화민국과 외교 관계를 맺은 후 1995년에 감비아와 관계를 끊었다. 감비아는 1998년부터 1999년까지 유엔 안전 보장 이사회 비상임이사국으로 선출되었다.
2013년 10월 2일 감비아 내무장관은 감비아가 "다시는 신식민지 조직의 일부가 되지 않을 것"이라고 밝히면서 감비아가 즉시 영연방을 떠날 것이라고 발표했다.
2014년 12월, 자메 대통령을 타도하기 위한 쿠데타가 시작되었다.

### 배로 시대
2017년 4월 6일 총선에서 아다마 배로의 통합민주당이 37,47%를 득표하여 총 53석 중 31석을 차지하였다.
감비아는 2018년 2월 8일 연방에 재가입했다.
2021년 12월 4일 감비아의 대통령 아다마 배로가 대통령 선거에서 재선되었다. 야당 후보들은 불특정 비리로 인해 그 결과를 거부했다.